# Лінда Черруті
Лінда Черруті (італ. Linda Cerruti, 7 жовтня 1993) — італійська синхронна плавчиня.
Учасниця Олімпійських Ігор 2016, 2020 років.
Призерка Чемпіонату світу з водних видів спорту 2019 року.
Призерка Чемпіонату Європи з водних видів спорту 2014, 2016, 2018 років.